# Cypraecassis
Cypraecassis is een geslacht van weekdieren uit de klasse van de Gastropoda (slakken).

## Soorten
- Cypraecassis coarctata (G. B. Sowerby I, 1825)
- Cypraecassis rufa (Linnaeus, 1758)
- Cypraecassis tenuis (W. Wood, 1828)
- Cypraecassis testiculus (Linnaeus, 1758)
- Cypraecassis wilmae Kreipl & Alf, 2000